# Jenishbek Baiguttiev
Jenishbek Seidbekovich Baiguttiev (kirghize : Женишбек Сейтбекович Байгуттиев, né le 9 mai 1966 à Frounzé) est un mathématicien et homme politique kirghiz.

## Biographie
Baiguttiev étudie à l'université d'État du Kirghizistan entre 1983 et 1990 où il étudie les mathématiques. Il s'engage ensuite dans le privé, entre autres à JSCB Tolubay, tout en participant à l'administration publique comme conseiller au ministre des Finances. En 2006, il devient également conseillé du président.
Le 22 octobre 2009, Baiguttiev est nommé comme ministre de la Régulation économique dans le gouvernement de Daniyar Üsenov. Son passage n'est que de courte durant car interrompu par la Révolution kirghize de 2010. Après cela, il retourne à JSCB Tolubay comme conseiller au conseil d'administration. En 2021, il retourne sur la scène publique comme candidat indépendant lors de l'élection présidentielle de 2021, mais reçoit moins d'un pour cent des voix. Sur les 1325 voix qu'il reçoit, 835 vient de la ville de Bichkek et un autre 242 de la province de Tchouï qui entoure la ville.